# オープンクラス・チャレンジリーグ戦
オープンクラス・チャレンジリーグ戦は、2010年にJWP女子プロレスが開催していたリーグ戦。

## 参加選手
JWP女子プロレス
- 倉垣翼 7点
- 米山香織 6点
- Leon 6点
- 阿部幸江 4点
- 蹴射斗 2点

エネミー
- 高橋奈苗（パッション・レッド） 9点 ※優勝
- 輝優優（フリー） 6点
- パッション・ホッティー（パッション・レッド） 5点
- 桜花由美（プロレスリングWAVE） 2点
- さくらえみ（アイスリボン） 0点

## 内容
日本プロレスのワールドリーグ戦での「日本組対外人組」を「JWP対エネミー（外敵）」に置き換えて実施。JWPより5人、エネミーより5人の計10人が参加。JWPはエネミー全員、エネミーはJWP全員と試合を行い、勝ち点を争う形式が取られた。試合はJWP公式ルールによる30分1本勝負で勝ち点は勝利2、引分1、敗北0。2010年1月10日東京キネマ倶楽部大会で開幕。上位4名が3月22日の「春の大阪女子プロレス祭り」（世界館）でリーグ最終戦、さらにJWP・エネミーそれぞれ最上位が4月4日東京キネマ倶楽部大会で時間無制限1本勝負の決勝戦を行い、高橋が倉垣を下して優勝するとともに、春山香代子が持つJWP認定無差別級王座への挑戦権を獲得。4月18日の後楽園ホール大会でのタイトルマッチでも勝利して王座奪取に成功した（これにより春山のJWP王座連続防衛記録は「8」でストップ）。

## その他
- JWP無差別級選手権試合の前座として挑戦者高橋と蹴射斗を除く参加者8人による「オープンクラス・チャレンジリーグ戦プレミア・イリミネーション8人タッグマッチ」を実施。JWP軍とエネミー軍に分かれ、敗れた選手は次々と退場して残った選手が属するチームが勝者となる。この試合は倉垣が勝ち残りJWP軍が勝利。
- また、OCCリーグ決勝戦の1週間後の道場マッチでは春山とOCCリーグ軍による総当たり戦が行われた。OCC軍1人につき3分で5本勝負。しかし5本とも時間切れ引き分けとなり、延長戦2本も引き分けに終わった。